# Enkyō (periodo Edo)
L'era Enkyō (延享?) è l'era del Giappone (年号?, nengō, let. "nome dell'anno") che comprende il periodo che va dal febbraio 1744 al giugno 1748. Si colloca dopo l'era Kanpō e prima dell'era Kan'en. Gli imperatori regnanti furono Sakuramachi e Momozono. Gli shōgun in carica furono Tokugawa Yoshimune e Tokugawa Ieshige.

## Il cambio di era
Nel 1744 (延享元年?, Enkyō gan'nen) il nome dell'era viene cambiato in Enkyō in occasione dell'inizio di un nuovo ciclo del calendario astrologico cinese della durata di 60 anni.

## Eventi dell'era Enkyō
- 1744 (Enkyō 1): una cometa (probabilmente la cometa C/1743 X1) resterà visibile in cielo per diversi mesi.[3]
- 1745 (Enkyō 2): Tokugawa Ieshige diventa shogun.[4]
- 1745 (Enkyō 2): viene tenuta per la prima volta una fiera al tempio di Hirano nella provincia di Ōmi.[4]
- 1746 (Enkyō 3, 2º mese): un violento incendio colpisce Edo.[4]